# Saab 99 elbil
SAAB 99 elbil var en prototyp till en elbil som Saab tog fram åt Postverket som konkurrent till Tjorven, som den liknar. Trots eldriften var en runda på sju mil inga problem.